# William av Malmesbury
William av Malmesbury, född cirka 1090 i Wiltshire, död 1140, var en engelsk medeltida historiker. Hans far var normand och hans mor engelska. Han tillbringade hela sitt liv i England där han under största delen av sitt yrkesverksamma liv var munk i Malmesbury Abbey.